# دومیترو رادو پوپسکو
دومیترو رادو پوپسکو (رومانیایی: Dumitru Radu Popescu؛‏ تلفظ رومانیایی: [duˈmitru ˈradu poˈpesku]؛ ‏ زادهٔ ۱۹ اوت ۱۹۳۵) سیاستمدار، شاعر، نمایشنامه‌نویس، فیلم‌نامه‌نویس و نویسنده اهل رومانی است.
آثار او در سبک واقع‌گرایی جادویی و آنها را با آثار ایتالو کالوینو مقایسه نموده‌اند.
از فیلم‌هایی که وی در آن‌ها نقش داشته‌است، می‌توان به پاکالا اشاره نمود.